# Amtsgericht Nordhalben
Das Amtsgericht Nordhalben war ein von 1879 bis 1929 bestehendes bayerisches Gericht der ordentlichen Gerichtsbarkeit mit Sitz in Nordhalben.
Anlässlich der Einführung des Gerichtsverfassungsgesetzes am 1. Oktober 1879 wurde zu Nordhalben ein Amtsgericht errichtet, dessen Sprengel aus dem vorherigen Landgerichtsbezirk Nordhalben gebildet wurde und somit die damaligen Gemeinden Birnbaum, Dürrenwaid, Effelter, Heinersberg, Lahm, Langenbach, Nordhalben, Nurn, Rappoltengrün, Steinbach bei Geroldsgrün und Tschirn umfasste.
Die nächsthöhere Instanz war bis zum 1. April 1921 das Landgericht Bamberg, danach das Landgericht Coburg.
Mit Wirkung vom 1. Oktober 1929 wurde das Amtsgericht Nordhalben aufgehoben und dessen Bezirk wie folgt aufgeteilt:
- Die Ortschaften Langenbach und Steinbach bei Geroldsgrün kamen zum Amtsgericht Naila.
- Der Ort Rappoltengrün wurde dem Amtsgericht Ludwigsstadt zugewiesen.
- Birnbaum, Dürrenwaid, Effelter, Heinersberg, Lahm, Nordhalben, Nurn sowie Tschirn gingen an das Amtsgericht Kronach.